# هالیوود، شهرستان مونرو، ویرجینیای غربی
هالیوود (به انگلیسی: Hollywood) یک منطقهٔ مسکونی در ایالات متحده آمریکا است که در شهرستان مونرو، ویرجینیای غربی واقع شده‌است. هالیوود ۶۶۲٫۰۳ متر بالاتر از سطح دریا واقع شده‌است.